# Bataille de Weihaiwei
Batailles
Première guerre sino-japonaise
- Palais de Gyeongbok
- Pungdo
- Seonghwan
- Pyongyang
- Yalou
- Jiuliancheng
- Lüshunkou
- Port-Arthur
- Weihaiwei
- Yingkou
- Pescadores

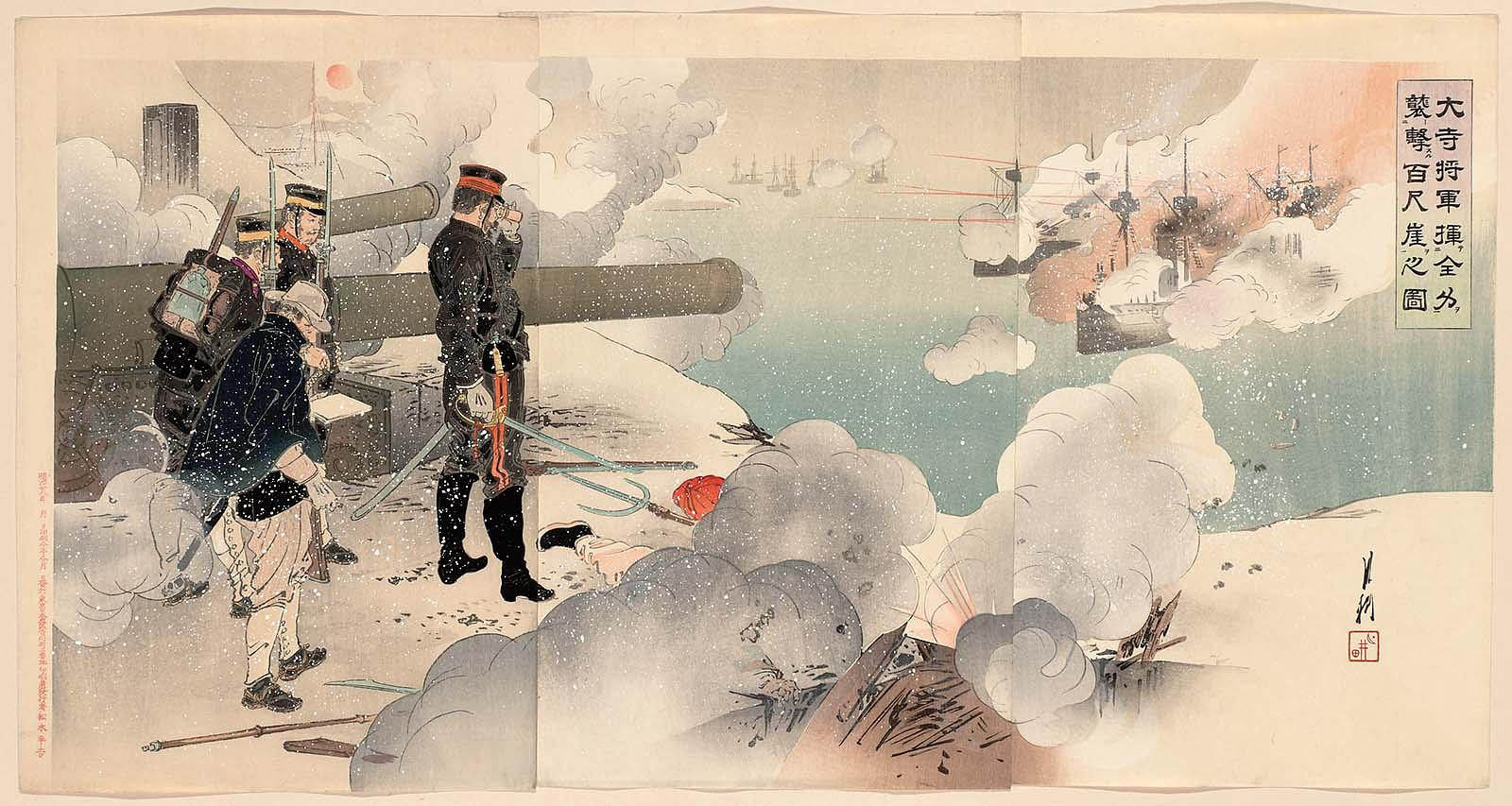
Un incident lors de la bataille de Weihaiwei. Le major général Ōdera Yasuzumi sur une falaise. Impression sur bois de Ogata Gekkō, encre et couleur sur triptyque en papier; 37.9 x 72.8 cm, collection du musée des beaux-arts de Boston.

La bataille de Weihaiwei (威海衛の戦い, Ikaiei-no-tatakai) est un épisode de la première guerre sino-japonaise. Elle se déroule du 20 janvier au 12 février 1895 à Weihai, dans la province de Shandong en Chine entre les forces de l'empire du Japon et celles de l'empire de Chine. Dernière grande bataille de la guerre, les Japonais remportent une victoire décisive.

## Contexte

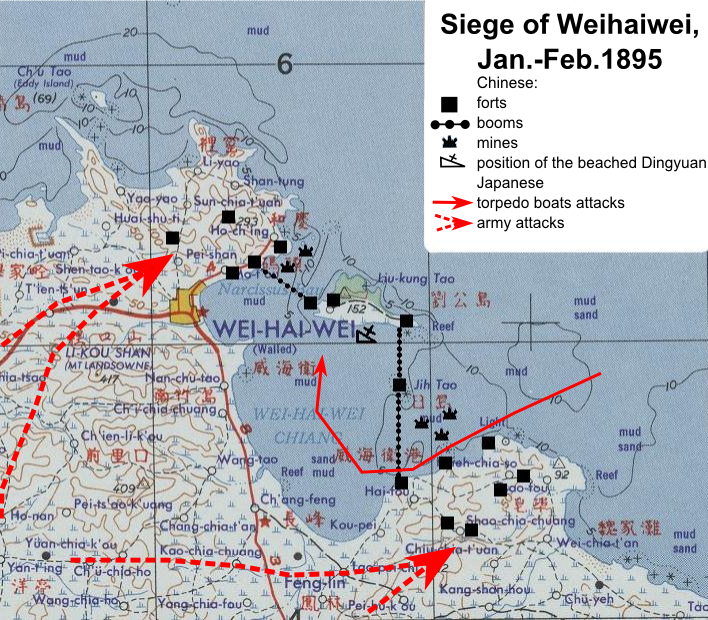
Carte des opérations contre Weihaiwei.

À la suite de leur victoire à la bataille de Lüshunkou le 21 novembre 1894, le prochain objectif stratégique des Japonais est de neutraliser la base navale des Qing installée à Weihaiwai dans la péninsule du Shandong. Cela donnerait au Japon un contrôle total sur l'entrée de la baie de Bohai et l'accès maritime à Pékin. Serait également éliminée toute menace possible pour les lignes d'alimentation japonaises par les restes de la flotte de Beiyang.
La base navale des Qing de Weihaiwei, conçue avec l'aide de conseillers militaires allemands, est considérée par les observateurs occidentaux comme supérieure à Hong Kong. Le capitaine William M. Lang, conseiller militaire britannique détaché auprès de la flotte de Beiyang, se vante que la base est imprenable pas plus tard qu'à l'automne 1894 et raille les rumeurs selon lesquelles les Japonais ont l'intention de l'attaquer. Les défenses sont composées d'une série de douze fortifications terrestres surplombant les entrées du port, équipées de canons Armstrong et Krupp avec chargeur à canon rayé, ainsi que deux îles fortifiées de la baie. Les entrées du port sont fermées par des estacades pour prévenir les attaques de l'extérieur, et les autres navires de la flotte de Beiyang sont ancrés à l'intérieur. Il s'agit notamment des 16 navires de guerre, à la tête desquels se trouve le cuirassé  Dingyuan, des croiseurs protégés Jingyuan et Pingyuan ainsi que de 13 torpilleurs.

## La bataille
La campagne s'engage le 18 janvier 1895 avec le bombardement de la ville de Dengzhou, à quelque 180 km à l'ouest de Weihaiwei, par les croiseurs Yoshino, Akitsushima et Naniwa de la marine impériale japonaise. Il s'agit en fait d'une diversion destinée à détourner l'attention du débarquement à Rongcheng, à l'est de Weihaiwei, de la deuxième armée japonaise de l'armée impériale japonaise sous le commandement du généra Ōyama Iwao. Les forces japonaises, composée de la 2e division commandée par le lieutenant général Sakuma Samata, et de la 6e division (diminuée de sa 12e brigade, laissée en garnison à Lüshunkou) sous les ordres du général Kuroki Tamemoto, achève son débarquement sans opposition le 22 janvier.
Les Japonais se divisent en deux colonnes, une qui suit la route côtière, et l'autre le long d'une voie tortueuse près de 6 km à l'intérieur, toutes deux quittant Roncheng le 26 janvier. Le moment de l'attaque est prévu pour coïncider avec le nouvel an chinois et l'invasion ne rencontre aucune résistance lorsque les deux colonnes convergent sur Weihaiwei le 29 janvier.
Le 30 janvier, les Japonais lancent une attaque sur trois fronts sur les fortifications terrestres au sud et à l'est de la ville. L'attaque est gênée par les conditions hivernales et le blizzard, avec une température aussi basse que −26 °C. L'armée de Beiyang résiste pendant environ neuf heures avant d'abandonner les fortifications en grande partie intactes. Les pertes japonaises sont mineures à l'exception de la mort du major général Ōdera Yasuzumi, plus haut gradé japonais victime de la guerre. Les troupes japonaises entrent dans la ville de Weihai le 2 février sans opposition, puisque sa garnison a fui la veille. 
Les canons des fortifications terrestres maintenant aux mains des Japonais, et en position de tirer sur la flotte de Beiyang, la situation de l'amiral Ding Ruchang devient précaire. En outre, les Japonais réussissent le 4 février à enlever les barrières de protection de l'ancrage, permettant à leurs torpilleurs de faire des attaques nocturnes répétées sur les navires chinois. Le 7 février, une attaque de la flotte japonaise combinée endommage gravement le Dingyuen et coule trois autres navires en tirant onze torpilles Schwartzkopff. Les équipages des torpilleurs chinois restants se mutinent et tentent de s'échapper vers Yentai, mais au total six bâtiments sont détruits et les sept autres capturés par les Japonais.
Comme une défaite chinoise semble certaine, l'amiral japonais Itō Sukeyuki lance un appel à l'amiral Ding, qui est un ami personnel. Dans sa lettre, il exprime son regret que de vieilles connaissances aient été obligées de se rencontrer dans l'hostilité, fait appel au patriotisme de Ding en soulignant la politique rétrograde que Ding a été appelé à défendre et qui ne pourrait se terminer qu'en catastrophe, et lui conseille alors de prévenir une défaite certaine et d'inutiles pertes de vie en capitulant. Itō invite également Ding à accepter l'asile politique au Japon jusqu'à la fin de la guerre, puis à retourner dans son pays natal afin d'aider la Chine à installer sa politique sur une base solide. Lorsque Ding lit ce message il est visiblement ému mais écrit une lettre en réponse disant : « Je suis reconnaissant pour l'amitié de l'amiral, mais je ne peux pas renoncer à mes fonctions vis-à-vis de l'État. La seule chose qui me reste à faire maintenant est de mourir. » Ding se suicide par surdose d'opium dans son bureau du quartier général installé sur l'île Liugong. Son adjoint, l'amiral Liu, après avoir ordonné que son navire de guerre soit sabordé par explosifs, se suicide aussi.
Le commandement de la flotte de Beiyang échoit au vice-amiral écossais John McClure qui écrit une lettre de renonciation au nom de l'amiral Ding, l'a fait traduire en chinois et transmettre aux Japonais dans la matinée du 12 février. Selon les termes de la lettre, les navires, les forts et les derniers magasins sont remis aux Japonais. McClure demande que toutes les troupes chinoises, les civils et les conseillers militaires étrangers soient autorisés à partir en paix et suggère que l'escadre britannique de Chine veille au respect de l'accord de cession. Malgré les réserves de certains membres de son personnel, l'amiral Itō accepte tous les termes. La manière dont laquelle l'amiral Ding se donne la mort en conformité avec les préceptes du bushido japonais fait de lui un héros tragique aux yeux des Japonais et l'amiral Itō insiste sur le fait que le corps de l'amiral Ding soit traité avec respect.

## Conséquences de la bataille

Ukiyo-e de Migita Toshihide, représentant la reddition des forces chinoises à l'amiral Itō à l'issue de la bataille de Weihaiwei

Avec la chute de Weihaiwai, le prince Gong ordonne que le Conseil de l'Amirauté à Pékin soit aboli et que la Chine n'ait plus de marine. Les Japonais ont atteint leurs objectifs stratégiques de sécurisation de l'approche maritime de Pékin, ainsi que de leurs lignes d'approvisionnement, et reçoivent les félicitations des observateurs étrangers pour la vitesse de la campagne.
La bataille de Weihaiwei est considérée comme la dernière grande bataille de la première guerre sino-japonaise puisque la Chine entame des négociations de paix pour de bon avec le Japon peu de temps après. Toutefois, la bataille de Yingkou et un certain nombre de batailles mineures ont encore lieu avant la signature du traité de Shimonoseki qui met fin au conflit.